# Phare de Katwijk
Le phare de Katwijk, également connu sous le nom de Vierboet est un phare inactif situé à Katwijk aan Zee dans la commune de Katwijk, province de Hollande-Méridionale aux Pays-Bas.
Il est classé monument national en 1971 par l'Agence du patrimoine culturel des Pays-Bas . C'est le phare le plus ancien conservé aux Pays-Bas après le phare de Brandaris. Depuis 1968, il est visitable en été

## Histoire
La demande de construction d'un phare fut soumise en 1605 au Stadholder Prince Maurits et son approbation n'a été donnée qu'en 1628. Après Katwijk, chaque village de pêcheurs de la côte a son propre phare.
Sur le toit-terrasse, il y avait une grille sur laquelle un feu de bois était allumé, puis un feu de charbon et, au milieu du XIXe siècle, une lampe à huile avec un réflecteur. La lumière n'était allumée que lorsque les navires quittaient le rivage la nuit. Katwijk n’a jamais eu de port de pêche, bien qu’il y ait le chenal de Trekvaart Haarlem-Leiden menant à la mer et traversant Katwijk. Le phare a été restauré en 1901 et, en 1913, le phare a été désactivé car il ne restait plus de navires à Katwijk.
Pendant la Première Guerre mondiale, la tour était utilisée par la marine royale néerlandaise. Après la guerre, de nombreuses maisons ont été construites à proximité. Celles-ci ont dû être démoli pendant la Seconde Guerre mondiale, lors de la construction du mur de l'Atlantique et un poste de mitrailleuse y a été installé. Après la guerre, de nouvelles maisons y ont été reconstruites. En 2005, le phare a fêté son 400e anniversaire. Le phare est ouvert aux visites  les mois d'été.

## Description
Ce phare  est une tourelle carrée, avec une terrasse et une lanterne de 12 m. La tour est peinte en Blanc.
Identifiant : ARLHS : NET-013.
|             |
| La lanterne |

|          |
| Le phare |

### Lien connexe
- Liste des phares des Pays-Bas